# Vichien Khaokham
 (janvier 2025).
Vichien Khaokham est un homme politique thaïlandais.

## Biographie
Vichien Khaokham est né le 28 mars 1956 à Ban Phue. Il est député du parti Pheu Thai et membre du Front national uni pour la démocratie et contre la dictature.